# Luigi Lusignani (politico)
Luigi Lusignani (Roma, 27 giugno 1877 – Reggio Emilia, 12 aprile 1927) è stato un politico italiano, sindaco di Parma dal 1906 al 1909.

## Biografia
Lusignani si laureò a in giurisprudenza già a vent'anni ottenendo la libera docenza prima alla Libera università di Urbino, poi a quella di Modena. Infine, a ventisette anni, ottenne la cattedra universitaria di diritto romano all'Università degli Studi di Parma.

### Sindaco di Parma
Dal 1899 al 1906 fondò l'Associazione Agraria Parmense, e la Società parmense Fabbricazione Conserve Alimentari, socio delle Ceramiche Parmensi di Collecchio (PR) e dell'Emiliana Esercizi Elettrici, nel 1902 fu nominato presidente della Cassa di Risparmio di Parma (Cfr. S. Adorno " Gli agrari di Parma", pag. 85), fondò anche i giornali "La Lotta" e "La Scintilla", di orientamento liberale e monarchico.
Negli stessi anni guidò l'unione liberale nella provincia di Parma alla conquista del comune negli anni tra il 1904 e 1913. Nel 1906 divenne anche sindaco della città battendo i popolari di Giovanni Mariotti, dimettendosi nel 1909 per candidarsi alle elezioni politiche dello stesso anno. Fu sconfitto di stretta misura da Agostino Berenini. Dopo le dimissioni da sindaco il suo operato fu sottoposto ad una inchiesta amministrativa che evidenziarono molte incongruenze nella gestione della finanza pubblica. Caduto politicamente abbandonò Parma per ritornarvi solo in occasione dei processi. Numerose furono inoltre le sue denunce nei confronti di altri esponenti moderati che lo avevano affiancato nell'amministrazione del comune di Parma.
Nel 1919 Lusignani fondò la Banca Popolare Agricola e ritornato a contare in ambito politico a Parma nel dopoguerra fu tra i principali finanziatori della Gazzetta di Parma, quotidiano di tendenza moderata e liberale che aveva inoltre sostenuto i Blocchi Nazionali alle elezioni politiche italiane del 1921. Nel 1920 fu eletto nel consiglio provinciale diventando capogruppo del partito liberale. Intanto iniziò l'avvicinamento a PNF tramite Paolo Giudici, esponente del fascismo intransigente e di cui finanziò il quotidiano "La Patria".
Nel 1921 fu creato Conte per intervento diretto di Giovanni Giolitti. La nomina provocò numerose polemiche con l'avvocato Aurelio Candian che diedero luogo ad un processo che terminò solo nel 1924 con la sentenza in corte di cassazione ed interessò anche la stampa nazionale.

### L'avvicinamento al PNF e la prima espulsione
Dopo gli scontri avvenuti a Parma tra fascisti e socialisti nel 1922 aderì una prima volta al Partito Nazionale Fascista. Durante le barricate di Parma, approfittando di fascisti che non erano del posto (in prevalenza cremonesi e mantovani), persone di fiducia di Lusignani li avevano guidati a compiere vendette contro i propri personali avversari, all'epoca oppositori del PNF, che nel corso dei suoi processi lo avevano accusato, furono così devastati l'ufficio dell'avvocato Candian e la redazione de Il Piccolo. Altri tentativi vandalici contro altri professionisti furono invece impediti dagli squadristi parmensi. Italo Balbo che guidava le squadre fasciste convenute a Parma non era però disposto a tollerare azioni di questo tipo emanò subito un ordine del giorno in cui dispose l'espulsione di tutti i responsabili.
(Ordine del giorno emanato da Italo Balbo il 5 agosto 1922)
Per tal motivo Lusignani nello stesso mese fu espulso dal PNF "per indegnità" dopo essere stato individuato come l'ispiratore delle devastazioni durante le barricate di Parma. L'opinione pubblica attribuiva inoltre a Lusignani l'accusa di aver creato una banda che compiva vendette per suo conto contro i suoi avversari sia fascisti che antifascisti.
Bloccata per anni la sua domanda d'iscrizione alla massoneria di Palazzo Giustiniani causa l'ostilità nei suoi confronti da parte dell'alto esponente massonico Agostino Berenini, suo acerrimo avversario da quando Lusignani lo sfidò nel suo collegio elettorale di Fidenza, per controbattere alle ingerenze massoniche berininiane che si sarebbero concretizzate a suo danno nella sentenza di primo grado del luglio 1922 (querela per diffamazione intentata contro l'avv. Candian e altri), nel 1923 partecipò alla fondazione della loggia massonica "Quirico Filopanti" affiliata a Piazza del Gesù, l'obbedienza massonica che all'epoca era piuttosto ostile a quella di Palazzo Giustiniani. In effetti Lusignani riuscì successivamente a ribaltare in appello la sentenza di primo grado a lui parzialmente sfavorevole (v. intervento di Franco Morini circa la "Disputa degli avocati Bacchi e L'Insalata" in "La Voce di Parma" del 15 marzo 2016, pag. 2).
Pur escluso dal partito Lusignani, verso la fine del 1922 aveva cominciato ad intrecciare rapporti con Roberto Farinacci al quale si era rivolto per richiedere il suo intervento e strinse i contatti con i gruppi intransigenti fascisti che al momento dirigevano la federazione parmense con il sostegno di Roberto Farinacci e che rappresentavano l'ala minoritaria in provincia rispetto all'ala moderata. Nelle elezioni politiche del 1924 finanziò la campagna elettorale di Farinacci, che gli fece riottenere la tessera nel novembre seguente dal federale di Parma Giuseppe Scaffardi, ma la presenza di Lusignani all'interno dei ranghi del PNF fu immediatamente contestata dalla maggioranza moderata dei fascisti e dai sindacalisti guidati da Alcide Aimi che oltre a contestargli l'appartenenza ai vecchi quadri politici dell'Italia giolittiana gli imputavano la questione morale. Il deputato fascista Remo Ranieri già dal novembre si era dimesso per protesta ed aveva costituito un fascio autonomo cui avevano aderito numerosi esponenti fascisti di Parma. Inoltre la debolezza della corrente intransigente e il rapporto con Farinacci fece sì che Lusignani ne assumesse poco alla volta la guida.
La nomina di Roberto Farinacci alla segreteria nazionale nel febbraio 1925 segnò per Lusignani l'accesso al potere e nel marzo ottenne la presidenza della Cassa di Risparmio di Parma, la più importante banca locale, ma già nel novembre il rapporto di Lusignani con Scaffardi si era incrinato.

### L'espulsione definitiva di Lusignani
Il 13 dicembre 1925 l'assemblea dei segretari politici votò quasi all'unanimità un ordine del giorno contrario a Lusignani e il 15 dicembre il vicesegretario nazionale Renato Ricci fu nominato da Farinacci commissario straordinario della turbolenta federazione parmese. All'atto del commissariamente Lusignani aveva inutilmente cercato di creare dissidi riferendo a Farinacci notizie inventate tanto che quest'ultimo decise di affrontare Ricci di persona. Prima che fosse chiara la natura mendace delle notizie Ricci si dimise dal direttorio nazionale ma le dimissioni furono respinte da Farinacci.
Nel frattempo il console Forti estese le indagini sul dissesto della Banca Popolare Agricola fondata dallo stesso Lusignani dando poi resoconto sul Corriere Emiliano. La vicenda toccò anche Farinacci che tempo prima aveva avallato l'iscrizione di Lusignani al partito e si diffuse inoltre la voce che i rapporti tra Lusignani e Farinacci non fossero solamente politici ma anche affaristici e Ranieri e Forti intanto richiesero a gran voce l'espulsione di Lusignani.
Ricci decise l'espulsione di Lusignani, cui impose anche le dimissioni dalla presidenza dalla Cassa di Risparmio e nell'aprile la segreteria fu assunta dal console della MVSN Raul Forti indicato da Ricci stesso.
Nonostante gli stretti rapporti, Farinacci non si oppose all'espulsione, tentò invece di salvare la banca dal fallimento e per questo motivo esponenti di Cremona vicini a Farinacci immisero nella banca nuovi capitali ed esclusero Lusignani dalla gestione. L'operazione non ebbe successo anche per l'opposizione del nuovo segretario nazionale Augusto Turati che nel giugno si recò anche a Parma. Alcuni giorni dopo la visita di Turati lo stesso Ranieri fu nuovamente riammesso al partito. Nonostante le secche smentite dello stesso Farinacci la questione dei legami con Lusignani furono una delle concause che portarono alla fine della sua segreteria nazionale.
A giugno la banca fu dichiarata fallita e tra il 23 e il 26 giugno Lusignani fu arrestato insieme ad altre ventisei persone. Dopo un primo tentativo di fuga il 5 dicembre 1926, si suicidò il 12 aprile 1927 nel carcere di Reggio Emilia.